# Énoncé
Un énoncé est l'unité linguistique fondamentale de la plupart des analyses modernes en linguistique et en philosophie du langage. Il se distingue de l'acte d'énonciation, qui est le fait de produire un énoncé dans un cadre de communication précis. 
D'autre part, selon le sens que l'on donne à ce terme, on peut le distinguer d'une proposition logique, qui serait formulée par celui-ci : l'énoncé fait alors partie du langage naturel, et l'on peut le reformuler dans un langage formel (par exemple en utilisant le calcul des prédicats). À l'inverse, l'énoncé se distingue d'une phrase grammaticale, en ce qu'il constituerait l'entité abstraite qui serait signifiée par cette phrase.
La linguistique s'intéresse ainsi à l'énoncé en tant que tel, tandis que la linguistique pragmatique insiste sur l'acte d'énonciation. La linguistique s'intéresse aux structures du langage, tandis que la pragmatique insiste sur la parole singulière. 

## L'énoncé selon la linguistique et selon la philosophie du langage
La linguistique définit l'énoncé par contraste avec la phrase. Tandis que la signification de la phrase dépend de sa structure grammaticale, le sens de l'énoncé dépend des conditions d'énonciation. Ainsi, la phrase « il fait beau » conserve la même signification grammaticale quel que soit le contexte où elle est dite, qu'il fasse réellement beau ou non, que ce soit ironique ou non. Cependant, si je la prononce sur un ton ironique, l'énoncé de cette phrase ne sera pas « il fait beau », mais « il ne fait pas beau ! » : la phrase elle-même n'aura pas changé, mais son énoncé si. L'énoncé est donc relié, par des indicateurs déictiques (pronoms personnels, adverbes) à un contexte d'énonciation qui lui donne son sens, en fonction de la compréhension et de l'interprétation.
Pour la philosophie du langage, l'énoncé est avant tout l'unité minimale de sens : il est ce qui est susceptible d'être vrai ou faux. De la plupart des analyses modernes, la linguistique ou la philosophie du langage est alors partie du langage naturel. Il faut dès lors établir le parallèle entre la proposition et l'énoncé, discuté dans l'analyse des syntagmes propositionnels. Dès lors, un mot en tant que tel ne forme pas un énoncé, mais une partie de celui-ci, dans la mesure où un mot ne peut avoir de sens qu'en prenant place à l'intérieur d'un énoncé complet. 
L'implicite d'un énoncé est un sens indirectement suggéré : il doit être construit par l'interlocuteur. Cette construction s'appelle l'inférence.

## Énoncé déclaratif et performativité
Socrate, dans l’Euthydème de Platon, dit que « parler, c'est à la fois agir et faire », développant de cette manière que :
1. La fonction du langage est de décrire ou représenter, et est au moins double ;
2. Lorsque la description est vraie, elle est un rapport d'adéquation le fait et l'énoncé.

Un énoncé déclaratif est un énoncé qui affirme quelque chose sur le monde réel (exemple : « il pleut »). Son sens dérive donc des conditions de vérité de celui-ci, c'est-à-dire des circonstances dans lesquels cet énoncé peut être considéré comme vrai. Outre les énoncés déclaratifs, qui sont le plus souvent, mais pas nécessairement, au mode de l'indicatif, il peut y avoir, comme Aristote le remarquait déjà dans De l'interprétation, des énoncés qui n'affirment pas quelque chose sur le monde, mais prétendent plutôt avoir un effet en eux-mêmes : ainsi, la prière, ou un ordre. Les conditions de vérité de tels énoncés ne peuvent être comprises selon la théorie de la vérité-correspondance, c'est-à-dire de l'adéquation de la proposition logique formulée par l'énoncé linguistique avec le réel (ou ce qui est supposé tel). De tels énoncés, performatifs selon John L. Austin dans son ouvrage Quand dire c'est faire, sont en effet des actes de langage, par contraste avec les énoncés déclaratifs ou constatifs. Ils ne peuvent donc pas être dits « vrais ou faux » ; un ordre n'est pas vrai ou faux, il peut être valide ou non valide : ces énoncés performatifs peuvent faire l'objet d'une logique déontique.

## Approche de Michel Foucault
Michel Foucault a développé, en particulier dans l'Archéologie du savoir, mais aussi dans l'Ordre du discours et les Mots et les Choses, une conception extrêmement complexe et originale de l'énoncé, qui s'oppose à la conception ordinaire que s'en font les linguistes. Elle s'intègre à sa théorie de l'épistémè et du discours, en tant que celui-ci rassemble des énoncés appartenant à des champs hétérogènes (par exemple l'histoire naturelle et la théorie des richesses de John Law). 
D'une part, la conception foucaldienne du discours, dont l'énoncé est la structure de base, ne s'intéresse pas aux parlants empiriques (à l'individu qui parle ou à l'auteur des énoncés), mais aux énoncés en eux-mêmes et la subjectivité exprimée dans les énoncés. En cela, elle suit les résultats de l'analyse linguistique structuraliste (« énonciation » en Émile Benveniste) et post-structuraliste (« mort de l'auteur » de Roland Barthes), tout comme de la pragmatique française (« locuteur » d'Oswald Ducrot). L'apport original de Foucault consiste à mettre en relation la dimension purement linguistique (« locuteur » ou « énonciateur ») avec la dimension discursive (à travers les concepts de sujet, objet et matérialité, tels qu'ils sont définis par Foucault lui-même dans l'Archéologie du savoir).
D'autre part, elle s'oppose à l'idée même d'une époque, d'un « âge » (par exemple « l'âge classique »), en tant qu'il s'agirait d'une période qui partagerait un même état d'esprit ou « conception du monde » (Weltanschauung selon l'expression de Dilthey). À l'inverse de Dilthey, Foucault n'essaie en effet pas de ramener les différents énoncés, qui peuvent être formulés dans différents champs sociaux (par exemple dans les différentes disciplines scientifiques, dans les arts, la religion, la philosophie, etc.), à l'homogénéité d'une même Weltanschauung, mais au contraire de souligner l'hétérogénéité qui traverse toute époque, les discontinuités et les singularités. C'est pourquoi Foucault parle d' « archéologie du savoir » plutôt que d'histoire des idées.